# Scania Citywide
El Scania Citywide es una serie de autobuses de piso bajo y baja entrada construidos integralmente por Scania en 2011, reemplazando el Scania OmniCity y OmniLink, excepto en Reino Unido e Irlanda, donde Scania optó por confiar en Alexander Dennis, Irizar y otros fabricantes de carrocería local en su lugar. Son fabricados en Słupsk (Polonia).

## Modelos
Scania Citywide es un autobús que puede ser de piso bajo disponible para personas minusválidas. En la versión normal los motores del autobús tienen un valor de 184, 206 o 235 kW; mientras que para los de piso bajo, pueden incluir un cuarto tipo de 265 kW. Toda la gama de autobuses pueden ser operados con diésel convencional, biodiésel, etanol o gas natural.

### Citywide LE
El Scania Citywide LE (piso bajo) reemplazó en 2011 al Scania OmniLink desde 2011. Cuenta con un chasis basado en la Serie K de Scania. Está diseñado especialmente para rutas urbanas y suburbanas, donde puede alcanzar un máximo de 100 km/h. Este autobús se presentó por primera vez a un público más amplio en septiembre de 2014 en IAA Commercial Vehicles.
En 2013, Scania comenzó a probar el Citywide LE como un autobús híbrido diesel-eléctrico, y en 2014 se introdujeron tanto el tri-eje de 12 metros y el de 14,8 metros en las versiones de propulsión híbrida diésel-eléctrica.

### Citywide LF
El Scania Citywide LF (piso alto) suprime todas las plataformas y la diferenciación, dentro del vehículo, de los niveles, lo que permite incluir un mayor número de pasajeros. Está indicado para transporte interprovincial y de rutas largas a destinos nacionales e internacionales. También incluye varios niveles de equipamiento y longitudes de vehículo, llegando a tener un autobús articulado de 18 metros de longitud.